# Iskra Babicz
Iskra Leonidowna Babicz (ros. И́скра Леони́довна Ба́бич; ur. 10 stycznia 1938, zm. 5 sierpnia 2001) – radziecka reżyserka i scenarzystka filmowa. Laureatka Nagrody Państwowej RFSRR braci Wasiljewów. 
Ukończyła studia na wydziale reżyserskim WGIK. Jej film Mężczyźni (1981) otrzymał Wyróżnienie Honorowe na 32. MFF w Berlinie. Pochowana na Cmentarzu Chowańskim w Moskwie.

## Wybrana filmografia
- 1981: Mężczyźni
- 1960: Pierwsza randka

## Nagrody i wyróżnienia
- 1982: 32. Międzynarodowy Festiwal Filmowy w Berlinie: film Mężczyźni – Wyróżnienie Honorowe (wygrana)[3]
- 1983: Nagroda Państwowa RFSRR braci Wasiljewów za film Mężczyźni[4]